# جون كارتر (ممثل)
جون كارتر (بالإنجليزية: John Carter)‏ مواليد 26 نوفمبر 1927 في أركنساس، مقاطعة كونوي، الولايات المتحدة - الوفاة 23 مايو 2015 في نيويورك، نيويورك، الولايات المتحدة، هو ممثل أمريكي بدأ مسيرته الفنية سنة 1967. امتدت مسيرته الفنية لأكثر من 39 عاما.

## الأعمال
- الوجه ذو الندبة
- شهرة
- قلوب عشوائية

## روابط خارجية
- جون كارتر على موقع IMDb (الإنجليزية)
- جون كارتر على موقع ألو سيني (الفرنسية)
- جون كارتر على موقع أول موفي (الإنجليزية)
- جون كارتر على موقع قاعدة بيانات برودواي على الإنترنت (الإنجليزية)
- جون كارتر على موقع قاعدة بيانات الأفلام السويدية (السويدية)
- جون كارتر على موقع إن إن دي بي (الإنجليزية)
- جون كارتر على موقع قاعدة بيانات الفيلم (الإنجليزية)
- جون كارتر على موقع كينوبويسك (الروسية)
- جون كارتر على موقع كينوبويسك (الروسية)